# Шманьківчики (станція)
Шманькі́вчики — вантажна залізнична станція Тернопільської дирекції Львівської залізниці на неелектрифікованій лінії Вигнанка — Іване-Пусте між станціями Вигнанка (7 км) та Озеряни-Пилатківці (13 км). Розташована в селі Шманьківчики Чортківського району Тернопільської області.

## Пасажирське сполучення
З 12 грудня 2021 року по станції відновлявся пасажирський рух, на якій зупинялися приміські поїзди сполученням Тернопіль — Борщів. Наразі пасажирське сполучення зі станції припинено на невизначений термін.